# Moxuanxueïta
La moxuanxueïta és un mineral de la classe dels silicats que pertany al grup de la wöhlerita.

## Característiques
La moxuanxueïta és un sorosilicat amb fórmula química Na₂Ca₄ZrCa(Si₂O₇)₂F₄ en el moment de la seva aprovació. L'any 2022 aquesta fórmula ideal va canviar a NaCa₆Zr(Si₂O₇)₂OF₃. Va ser aprovada com a espècie vàlida per l'Associació Mineralògica Internacional l'any 2020, i va ser publicada a la revista internacional American Mineralogist per Kai Qu et al. en el mes de gener de 2025 amb el títol «Moxuanxueite, NaCa₆Zr(Si₂O₇)₂OF₃, a new wöhlerite-group mineral from Gejiu alkaline complex, Yunnan Province, China». Cristal·litza en el sistema triclínic.

## Formació i jaciments
Va ser descoberta al dipòsit d'estany de Gejiu, a Honghe (Yunnan, República Popular de la Xina), l'únic indret de tot el planeta on ha estat descrita aquesta espècie mineral.